# 日本美術展覽會
日本美術展覽會，簡稱「日展」，前身為「文部省美術展覽會」（簡稱「文展」）、「帝國美術展覽會」（簡稱「帝展」）。

## 歷史
1907年由文部省主辦之「文部省美術展覽會」開啟了「官展」的歷史，1919年文展改組，改由新成立之「帝國美術院」主辦，稱為「帝國美術展覽會」。1935年「帝國美術院」改組，該年帝展停辦，1936年「官展」再度改為文部省主辦，被稱為新文展。戰後的1946年改為「日本美術展覽會」。該「官展」除了1923年（關東大震災）、1935年、1945年（太平洋戰爭）停辦以外，每年舉辦。
- 文部省美術展覽會（文展）：1907年─1918年
- 帝國美術院展覽會（帝展）：1919年─1935年
- 文部省美術展覽會（新文展）：1936年─1944年
- 日本美術展覽會（日展）：1946年─

## 外部連結
- 公益社団法人日展公式サイト （页面存档备份，存于）（日語）